# Rinsan
Rinsan (kor. 린산군, Rinsan-gun; według zasad pisowni przyjętych w Korei Południowej: 인산군, Insan-gun) – powiat w Korei Północnej, w prowincji Hwanghae Północne. W 2008 roku liczył 73 626 mieszkańców. Graniczy z powiatami P’yŏngsan na wschodzie, Ŭnp’a oraz z należącym do prowincji Hwanghae Południowe powiatem Sinwŏn na zachodzie, Pongch’ŏn i Ch’ŏngdan na południu oraz Pongsan i Sŏhŭng na północy. Gospodarka powiatu oparta jest na rolnictwie.

## Historia
Powiat powstał w 1952 roku z terenów należących wcześniej do powiatów Pongsan oraz Sŏhŭng.

## Podział administracyjny powiatu
W skład powiatu wchodzą następujące jednostki administracyjne:
| Nazwa jednostki administracyjnej | Rodzaj jednostki administracyjnej | Chosŏn’gŭl |
| -------------------------------- | --------------------------------- | ---------- |
| Rinsan-ŭp                        | miasteczko                        | 린산읍     |
| Jit'aek-ri                       | wieś                              | 지택리     |
| Anch'ang-ri                      | wieś                              | 안창리     |
| P’yŏnghwa-ri                     | wieś                              | 평화리     |
| Sangha-ri                        | wieś                              | 상하리     |
| Tajŏn-ri                         | wieś                              | 다전리     |
| Sŏkgyo-ri                        | wieś                              | 석교리     |
| Sŏkryŏn-ri                       | wieś                              | 석련리     |
| Tongsa-ri                        | wieś                              | 동사리     |
| Sangwŏl-ri                       | wieś                              | 상월리     |
| Yongsŏk-ri                       | wieś                              | 용석리     |
| Kich'un-ri                       | wieś                              | 기춘리     |
| Jinch'ŏn-ri                      | wieś                              | 진천리     |
| Suhyŏn-ri                        | wieś                              | 수현리     |
| Yŏnp'ung-ri                      | wieś                              | 연풍리     |
| Kirin-ri                         | wieś                              | 기린리     |
| Paekch'ŏn-ri                     | wieś                              | 백천리     |
| Taech'on-ri                      | wieś                              | 대촌리     |
| Naengjŏng-ri                     | wieś                              | 냉정리     |
| Ja'am-ri                         | wieś                              | 자암리     |